# Congrès international des recherches féministes dans la francophonie

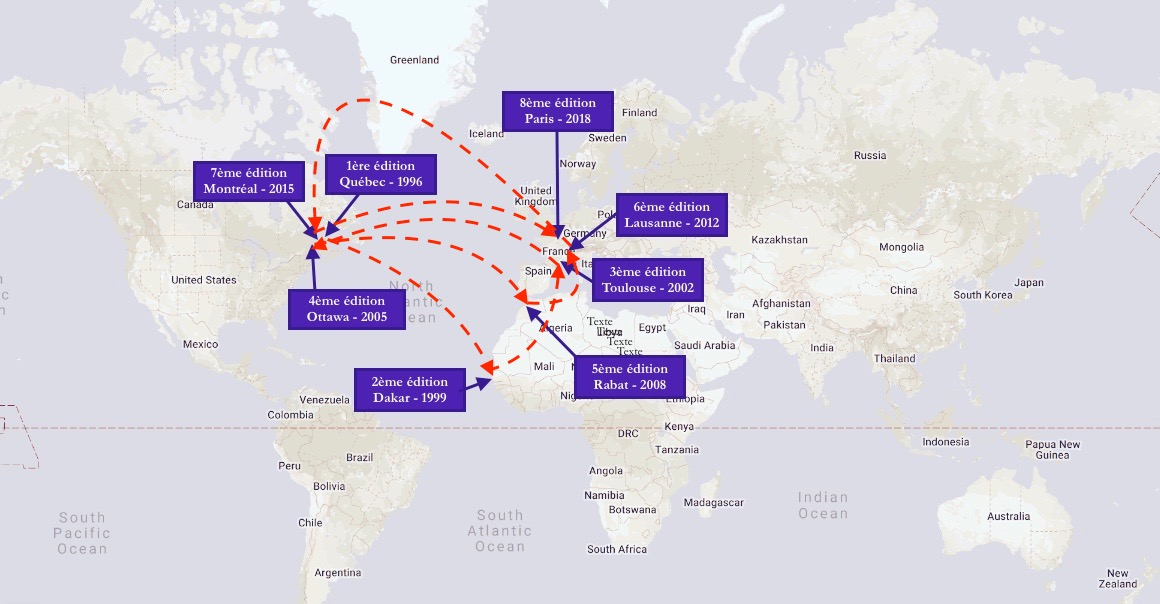
Les différentes éditions du Congrès international des recherches féministes dans la francophonie (CIRFF)

Le Congrès international des recherches féministes dans la francophonie (ou CIRFF) est créé en 1996 à l'initiative de chercheuses féministes québécoises. Il a lieu tous les trois ans. C'est un lieu d’échanges et de rencontres entre chercheuses, étudiantes, militantes et actrices sociales sur les savoirs féministes en langue française, autour des études féministes, de genre et sur les femmes.

## Contexte
Le premier Congrès international des recherches féministes dans la francophonie a eu lieu à l'Université Laval, à Québec en 1996. Il a été organisé par Huguette Dagenais, professeure d’anthropologie et titulaire de la Chaire d'étude sur la condition des femmes, aujourd'hui dénommée Chaire Claire-Bonenfant - Femmes, Savoir et Sociétés. Il initie une série de congrès qui compte aujourd'hui huit éditions.   
Les études féministes sont alors dominées par la recherche anglo-saxonne. Les chercheuses féministes du Québec, habituées des rencontres internationales anglophones et bilingues, ressentaient le besoin d'échanger, directement et sans traduction, avec des collègues féministes partageant la même langue et d'ainsi intensifier le réseautage international en langue française. Dès cette première édition, la place des femmes et la question des rapports sociaux de sexe en contexte post-colonial sont abordés. Fatou Sow, sociologue sénégalaise et chercheuse féministe, suggère que la deuxième édition se déroule en Afrique, continent où les francophones sont nombreuses et la recherche féministe qui s'y développe mérite d'être mieux connue. L'idée d'organiser le congrès dans des pays francophones, en changeant de continent à chaque fois est née. Les congrès font le lien entre la recherche scientifique et la réalité du terrain. Les liens se tissent entre chercheuses et militantes sachant que les chercheuses sont également des militantes féministes.  

### 1996 - Québec
La première édition a lieu à l'Université Laval, à Québec, du 24 au 28 septembre 1996. Sous le titre de  La recherche féministe dans la francophonie – État de la situation et pistes de collaboration, elle réunit 320 conférencières et conférenciers dans 56 séances de 3 heures et demi. Les 475 inscriptions payantes proviennent d'une trentaine de pays.  Ce congrès est l’occasion de montrer que tous les domaines s’enrichissent désormais des contributions féministes. La thématique du développement (international, régional, urbain) est celle qui occupe le plus grand nombre de séances suivie de celles concernant l’Afrique, l’éthique, la reproduction, les femmes autochtones, la violence, la religion, le sexisme dans la langue française, la place des hommes chercheurs ainsi que les rapports entre féministes universitaires et féministes d’État.    
Ce premier CIRFF est aussi l’occasion pour la revue internationale Recherches féministes, fondée en 1988, d’accueillir les autres périodiques francophones de recherche féministe existant à l’époque. On peut parcourir le programme complet, le dépliant contenant des informations contextuelles et le texte Petite histoire du 1er CIRFF sur le site de la Chaire Claire-Bonenfant– Femmes, Savoirs et Sociétés.   
Plusieurs publications sont issues de ce congrès :   
- Deux ouvrages : 
  - Huguette Dagenais (dir.), Pluralité et convergences. La recherche féministe dans la francophonie[3], livre de 532 pages, composé de 23 chapitres et d'une introduction.
  - Hélène Dumais (dir.), Le sexisme dans le langage : points de vue féministes[4], qui contient 11 des quatorze communications présentées durant les deux séances consacrées à ce thème.
- Un dossier publié dans Recherches féministes « La documentation au service de la recherche féministe[5] »
- Plusieurs articles des numéros « Territoires[6] » et « Éducation et émancipation[7] » de Recherches féministes

De plus des comptes-rendus de l’événement ont été publiés, en provenance de la France, de la Suisse, de la Belgique et des États-Unis tels que ceux de Françoise Collin, Thérèse Moreau, Françoise Heck, Françoise Pissart, Joëlle Vitiello.
Enfin, le documentaire La recherche féministe dans la francophonie – État de la situation et pistes de collaboration, réalisé à partir de nombreux témoignages de participantes venues de différentes régions du monde, se trouve à la bibliothèque de l’Université Laval. 

### 1999 - Dakar
La deuxième édition intitulée La recherche féministe dans la francophonie plurielle a lieu à l’Université Cheikh-Anta-Diop à Dakar du 17 au 21 mai 1999. Elle a reçu le soutien financier du Centre de recherches pour le développement international (CRDI) du Canada et le Conseil pour le développement de la recherche en sciences sociales en Afrique (CODESRIA), une institution de l'Union africaine, établie à Dakar. Selon Fatou Sow, organisatrice de ce congrès, celui-ci a pour ambition de situer les réflexions et visions féministes, dans le cadre d’une francophonie forcément plurielle, « en rassemblant, hors de l’espace occidental, un nombre plus large des voix qui avaient contribué à lui donner corps et esprit, avec leurs diverses expériences historiques, politiques et socioculturelles ».
Le colloque n’est pas un congrès africaniste de plus. Il veut promouvoir le débat entre membres de la recherche scientifique, activistes ou individus de l’espace francophone, sur les cadres, les thèmes, les concepts, les priorités et les méthodologies de la recherche féministe, propres à leurs contextes : comment pousser la réflexion et l’action sur des thèmes qui, de l’éducation à l’accès aux ressources, de l’interprétation des cultures aux pratiques religieuses et leur transformation courante en intégrismes à la fois culturels et religieux, de la participation au politique à l’insertion dans l’économie formelle, des études démographiques aux recherches historiques ou critiques littéraires, touchent les femmes, leurs places et statuts, leurs relations aux autres ? Comment prendre en compte et analyser les rôles sociaux des sexes, afin de mieux saisir les mutations de nos sociétés respectives ?
À son époque, ce colloque a une grande importance. Premièrement, il se déroule dans un milieu dont on déplore alors à la fois la paresse académique et la vive hostilité à une problématique accusée d’occidentalisme. Deuxièmement, il constitue une occasion de discuter des outils conceptuels à partir de confrontations fécondes d'idées et de thèmes de recherche et d'action. Enfin, pour les Africaines, originaires d’un continent riche de milliers de langues, ce congrès marque leur engagement dans une lutte politique de longue durée, dans un monde où des femmes (la majorité) n’utilisent pas ou peu une langue européenne : « Comment créer les concepts et méthodes dans les langues africaines afin d’analyser et rendre compte du vécu des femmes et de leurs stratégies ? Comment créer des concepts et un langage féministes communs qui transcendent les diversités linguistiques et culturelles ». La question est ouverte.

### 2002 - Toulouse
Organisé par l’équipe d’accueil doctoral (EA 3053) SIMONE-SAGESSE, le 3e Congrès a lieu du 17 au 22 septembre 2002 à Toulouse sous l’intitulé : Ruptures, résistances et utopie. Il se déroule 20 ans après le colloque « Femmes, féminisme et recherches », événement fondateur des études féministes en France. Plus de 800 participants ont été accueillis dans 36 ateliers thématiques, 9 tables rondes et 5 séances plénières, sous un chapiteau sur le campus de l’Université du Mirail dévastée une année auparavant par l’explosion de l’usine AZF voisine. 
‘Ruptures’ : En proposant de nouvelles manières de penser les catégories de sexe et les rapports entre les hommes et femmes, les recherches féministes, ont produit de nouvelles connaissances, sans cesse renouvelées, sans cesse à renouveler, mais toujours dans le souci de faire avancer le statut des femmes là où elles se trouvent, là où elles luttent pour leur dignité.
‘Résistances’ : Parallèlement aux mouvements sociaux de lutte contre les inégalités de sexe, les violences, la pauvreté et l’exclusion, les recherches féministes ont identifié et analysé les différentes formes de résistances (masculines) au changement. Les résistances se situent simultanément dans les pratiques sociales et dans les paradigmes scientifiques.
‘Utopies’ : L’imagination utopique paraît primordiale pour ne pas confondre recomposition et disparition de la domination, pour renouveler les programmes de recherche et les programmes d’action […] ».
Avec l’appui du Centre de promotion la recherche scientifique (CPRS), le congrès a accueilli l’Université d’été de la Fédération nationale Solidarité-femmes, avec un atelier dédié à la question des violences faites aux femmes. Cette volonté de lier recherche et militantisme s’est manifestée par l’adoption d’une motion par l’ensemble des congressistes qui s’engagèrent « à rétablir et renforcer le lien entre théorie et action féministes, entre discours et pratique, de façon que les forces soient réunies pour transformer durablement le réel ».
L’un des ateliers du colloque fut consacré à imaginer la forme que pourrait prendre une future fédération des étudiants, doctorants et jeunes chercheurs féministes et a abouti à la création, en 2003, de l’association nationale EFiGiES.
Le Congrès de Toulouse a également permis à un collectif de doctorants en sciences sociales, devenu association loi 1901 CLASCHES en février 2003, de dénoncer l’insuffisance des réponses institutionnelles au harcèlement sexuel dans les universités et organismes de recherche.

### 2005 - Ottawa
Le quatrième congrès a lieu à l'université d'Ottawa au Canada et a pour titre Citoyennes sans frontières. À propos de ce thème général, la responsable scientifique de cet événement, Marie-Blanche Tahon (1948-2019) explique que : « Parce que les femmes - et les féministes aussi - sont à la croisée de divers territoires sur lesquels elles restent minorisées, leur position de frontalières est susceptible d'enrichir leur perspective sur le quotidien et les questions qu'il suscite. » Selon elle, « cette métaphore des « frontalières » est aussi utile pour dire la fragmentation du statut des femmes » 
Pendant 4 jours, le colloque réunit plus de 200 participantes dont les communications sont regroupées autour des 4 grandes thématiques suivantes, donnant lieu à 48 ateliers, des tables-rondes et une plénière quotidienne :
- « Femmes et famille : entre science et droit » avec, notamment, la question de la santé reproductive des femmes, celle des violences conjugales, de l’articulation des temps professionnels et familiaux, des luttes des femmes dans le champ juridique,
- « Rapports de sexe, identité et francophonie » avec des communications sur la féminisation linguistique, sur la critique littéraire et l’écriture des femmes, les représentations de l’identité sexuée, notamment à l’école
- « Justice, ONG et gouvernance » où furent débattus les rapports du féminisme avec l’altermondialisme, l’action des ONG au regard de la justice, le rôle des institutions dans les politiques d’égalité, les questions relatives au travail, aux migrations
- « Les femmes dans la cité et dans la ville : genre et citoyenneté politique » : quel droit à la ville pour les femmes ? femmes et représentation politique ; prostitution et travail dans l’industrie du sexe ; violences ; approches féministes dans les politiques municipales ; femmes et prison ; domination, pauvreté et appartenance de classe

### 2008 - Rabat
Le 5e Congrès a eu lieu à Rabat-Maroc, du 21 au 25 octobre 2008, au sein de la Faculté des Sciences Juridiques, Économiques et Sociales de Rabat Agdal, en partenariat avec l’Université Mohammed V, la Faculté des Sciences Juridiques, Économiques et Sociales de Rabat Agdal et l’Association des Femmes Africaines pour la Recherche et le Développement (AFARD/AAWORD). Cette rencontre a bénéficié de nombreux soutiens financiers. 
Le thème retenu pour cette 5e édition, inspiré des débats tenus lors de l’édition précédente à Ottawa, porte sur : Le Féminisme face aux défis du multiculturalisme.
En effet, compte tenu de la volonté de la communauté internationale d’œuvrer pour la citoyenneté pleine et entière de toutes les femmes, quels que soient le système politique de leurs pays d’appartenance, leur classe sociale, leur origine ethnique, leur culture, leur référentiel religieux ; compte tenu également de l’évolution du mouvement des femmes dans toutes les sphères géographiques et culturelles, des luttes menées au nom de l’ÉGALITÉ, comme principe et valeur inhérents aux droits humains fondamentaux et à la construction démocratique, mais aussi des obstacles rencontrés et des défis à relever partout dans le monde ; compte tenu, par ailleurs, du débat d’une actualité brûlante portant sur le respect des identités culturelles, sacrifiant l’universalité des droits humains notamment lorsqu’il s’agit des femmes, considérées comme les gardiennes des valeurs culturelles, la problématique du congrès visait à interpeller la communauté des chercheur·e·s et des féministes essentiellement sur ce sujet sensible, complexe et importante  pour l’instauration d’une société  égalitaire où les femmes et les hommes puissent jouir des mêmes droits humains fondamentaux, indépendamment de la culture d’origine.
Les actes de cette 5e édition du congrès coordonnée par Malika Benradi ont été publiés par la Faculté des Sciences Juridiques, Économiques et Sociales de Rabat Agdal. Initialement diffusés sur le site de l'AFARD, ils sont accessibles en ligne.

### 2012 - Lausanne
Le sixième congrès a eu lieu à Lausanne en Suisse du 29 août au 2 septembre 2012, organisé par les Études Genre de l’Université de Lausanne (UNIL) et de la Haute École Spécialisée de Suisse Occidentale (HES-SO) sur le thème : Imbrication des rapports de pouvoir. Discriminations et privilèges de genre, de race, de classe et de sexualité. Impliquant aussi bien la recherche que le militantisme féministes, la thématique a attiré 600 femmes provenant d’Europe, du Québec, d’Afrique du Nord et d’Afrique subsaharienne, engagées sur des objets d’études et des luttes qui tentent de défaire les rapports de pouvoir à l’origine du sexisme, du racisme, du capitalisme, de l’hétéronormativité et des discriminations liées à l’âge. La présence de chercheuses du Maghreb en particulier a été l'occasion d'évoquer le printemps arabe. 500 participantes ont présenté une communication, au cours de 8 conférences plénières, 10 tables rondes et 26 ateliers thématiques de plusieurs sessions.  
L’accent a été mis sur les mécanismes de (re)production des discriminations croisées et sur leur contestation qui prend des formes très diverses selon le contexte et les conditions de vie. Différents espaces dans lesquels (inter)agissent des rapports de pouvoir ont été examinés, y compris le milieu académique. Des débats nourris, parfois tendus, ont été engagés sur les hiérarchies qui gouvernent le monde et les inégalités structurelles qui leur sont indissociables ainsi que sur les visées émancipatrices et les priorités à mettre dans la recherche et dans l’action politique. Les enjeux ne sont en effet pas les mêmes pour les féministes des Suds luttant contre la colonialité du pouvoir, les féministes maghrébines laïques craignant un backlash, les féministes voilées revendiquant un islam égalitaire, les féministes institutionnalisées dans les structures étatiques ou celles occupant des postes plus ou moins stables dans les études genre, etc. 
Dans les études de genre les chercheuses espèrent que leurs travaux puissent contribuer à des changements sociaux. De nombreuses publications sont issues du congrès, dont un ouvrage coordonné par Farinaz Fassa, Éléonore Lépinard et Marta Roca i Escoda, un numéro de la revue Nouvelles Questions Féministes, coordonné par Patricia Roux et Hélène Martin, et le premier numéro de la revue critique de l’âgisme: labordage .
Enfin, une partie des interventions ayant eu lieu pendant le congrès ont été filmées et sont accessibles en ligne.

### 2015 - Montréal
Organisé par l’Institut de recherches et d’études féministes (IREF) et le Service aux collectivités de l’UQAM conjointement avec le Réseau québécois en études féministes (RéQEF), le 7e Congrès international des recherches féministes dans la francophonie (CIRFF2015) a eu lieu à l’Université du Québec à Montréal (UQAM) du 24 au 28 août 2015. 
Sous le thème Penser Créer Agir les féminismes. De la révolution des savoirs au changement social, le Congrès a accueilli plus de 1200 participants en provenance d'une quarantaine de pays et près de 150 activités scientifiques et culturelles. Comme les précédentes éditions, ce 7e Congrès s’est révélé un espace dynamique d’échanges et de dialogues inter et trans-disciplinaires entre professeures et étudiantes universitaires, artistes, praticiennes et militantes de différents horizons pour penser, créer et mettre en action un projet féministe de transformation des savoirs et de changement social
En lien avec les vecteurs – théories, créations et pratiques – les contributions, sous forme de colloques, ateliers, rencontres libres, caucus, prestations artistiques et projections, ont été logées sous trois grands intitulés:  
- Contribution des recherches féministes de langue française à l’avancement des connaissances ;
- Changement social, égalité, justice et solidarité dans les contextes du néolibéralisme, du néocolonialisme et de la globalisation ;
- Pratiques féministes, militantisme et mouvement des femmes.

Chacun de ces axes, sans être limitatif, a permis d’accueillir réflexions, dialogues et nouveaux savoirs sur les diverses questions théoriques et nombreux problèmes pratiques classiquement soulevés dans l’espace scientifique, artistique ou militant féministe, de même que sur la pluralité des perspectives, notions et débats féministes émergents dans la francophonie. 
Afin de souligner le 40e anniversaire de Femmes Autochtones du Québec (FAQ), le 30e anniversaire de l’amendement C-31 de la Loi sur les Indiens et par devoir de mémoire à l’égard des centaines de femmes autochtones assassinées ou portées disparues au cours des dernières décennies au Canada, une plénière, intitulée « Recherche et co-construction des connaissances avec, pour et par les femmes autochtones » présidée par la présidente de FAQ a fait salle comble le mardi, le 25 août. Enfin un projet parallèle #ProjetteTonFéminisme, ouvert au grand public, a permis de mettre en valeur tout au long du Congrès des créations audiovisuelles ou performatives des congressistes, ainsi qu’à la diffusion d’une sélection d’œuvres de réalisatrices du Québec.

### 2018 - Nanterre
Le 8e Congrès dit CIRFF2018 s'est tenu à l’Université Paris-Nanterre en France du 27 au 31 août 2018 et s'intitule Espaces et enjeux des savoirs féministes : Réalités, luttes, utopies. 1500 personnes de tous horizons et venues de plus de 40 pays y ont participé. Le congrès a rassemblé étudiantes, chercheuses, militantes, journalistes, responsables politiques, actrices des ONG, et personnes intéressées par les questions féministes et le genre .
Défis écologiques, conflits armés, migrations forcées, montée des conservatismes, division internationale du travail sous l’emprise des rapports sociaux de sexe, de classe et de race et du profit capitaliste, constituent le contexte géopolitique de cette 8e édition. 
Faire un pont entre les mondes militants et le monde académique francophones, entre les savoirs issus du terrain, de la pratique et des productions universitaires permet de traduire ces savoirs en termes de propositions pour les politiques publiques. Les différents lieux où se déploie le féminisme, militant, universitaire, institutionnel, créatif, dessinent un territoire commun, autour d’un projet émancipateur en s’appuyant aussi sur ces espaces sans lieu que sont les utopies féministes. 
Le congrès a aussi été l’occasion de réfléchir aux nouveaux enjeux des féministes qui se présentent aux féministes, notamment aux conséquences politiques des compromis qu’elles sont parfois amenées à faire dans la mise en place de politiques d’égalité ou de l’institutionnalisation des études académiques de genre et de l’espace associatif. Les réponses faites à l’appel à proposition du comité scientifique ont montré l’importance aujourd’hui prise par la question des violences contre les femmes mais aussi de la création artistique et littéraire des femmes des divers pays de la francophonie, tout en permettant d’alimenter les thématiques traditionnelles des recherches féministes : travail, politique, santé, droits des femmes, et de donner l’occasion de débats théoriques. À travers plusieurs expositions (affiches, films, photographies), projections de films, performances artistiques, la contribution des féministes à la culture est venue s’ajouter et se fondre aux analyses sur les multiples questions d’actualité.
Deux films vidéo, l’un sur l’histoire des CIRFF et l’organisation de cette 8e édition, l’autre sur les diverses initiatives présentées dans les ateliers, colloques et tables rondes, rendent compte de la richesse de la recherche féministe francophone et de la nécessité de ces congrès.